# Antonio Cotogni

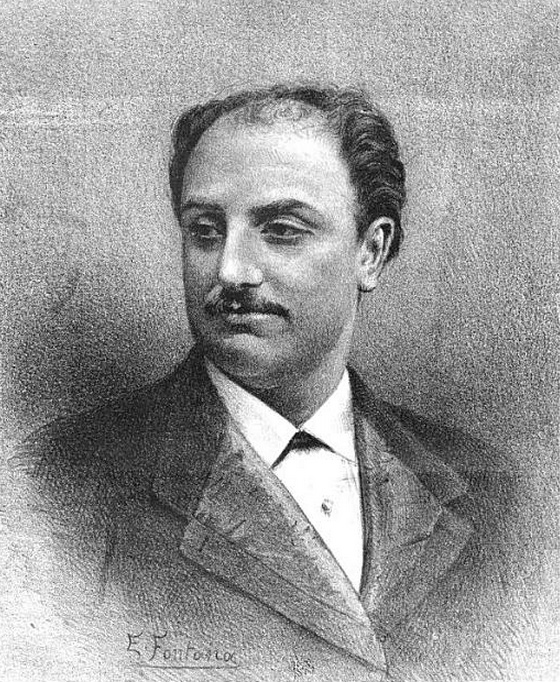
Antonio Cotogni (1889)

Antonio Cotogni (Roma, 1 de agosto de 1831 - Roma, 15 de octubre de 1918) fue un barítono y profesor de canto italiano.
De niño perteneció a la capilla de la Basílica de Santa María la Mayor. Estudió en Roma, donde hizo su presentación, en el Teatro Metastasio, en 1852, como Belcore (L'elisir d'amore). Cantó en la Scala y en Bolonia el papel de Posa en las primeras representaciones en Italia de Don Carlo, en 1867. En ese mismo año se presentó en el Covent Garden de Londres, como Valentin, de Faust. Allí cantó varios papeles importantes de su cuerda (Don Giovanni, Papageno, Figaro, Guglielmo Tell, Enrico Ashton, El Conde de Luna, Amonasro, Germont, Rigoletto, Escamillo, Barnaba...). Además de en Londres y los principales teatros italianos, se presentó en las temporadas de San Petersburgo, Madrid, Barcelona, París o Lisboa. Poseía una flexible voz especialmente adecuada para los papeles italianos, aunque también destacó como Pizarro o Telramund.
Se despidió de los escenarios en 1898 en San Petersburgo (Don Pasquale), aunque continuó ejerciendo como profesor de canto (primero en San Petersburgo y luego en la Academia Nacional de Santa Cecilia de Roma), y dio clases a algunos de los cantantes más importantes de la primera mitad del siglo XX (Mattia Battistini, Jean de Reszke, Giacomo Lauri-Volpi, Carlo Galeffi, Julián Biel, Augusto Beuf, Giuseppe Costa, Benjamino Gigli...).
Cotogni fue uno de los más antiguos cantantes de ópera en dejar su voz registrada en una grabación fonográfica, en 1908, con 77 años.